# Blumen für den Mann im Mond
Blumen für den Mann im Mond ist ein deutscher Kinderfilm von Rolf Losansky aus dem Jahr 1975. Die Uraufführung fand am 12. Oktober 1975 im Berliner Kosmos statt.

## Handlung
Es sind Schulferien und Adam, Evchen und Manni beschäftigen sich mit einem selbstgebauten Fernrohr, mit dem sie den Mond beobachten. Plötzlich hört Adam die Stimme des Mondes, der sich eine Blume wünscht, da nur so für ihn wirklich Leben möglich sei. Zwar arbeitet Adams Vater als Züchter, ist jedoch eher in der Gemüsesparte tätig. Blumen hält er für Frauenkram. Adam weiß, dass die von seinem Vater hochgeschätzte Professorin Vitamin einst selbst an Blumen für den Mond geforscht hat, ihre Forschungen jedoch nach Kriegsende zugunsten der Gemüseforschung aufgeben musste. Mithilfe des gutmütigen Piloten Kondensmaxe findet Adam das frühere Gewächshaus von Professor Vitamin und darin die letzte Knolle einer Mondblume. Adam, der von Evchen und Manni verlacht wird, pflanzt die Zwiebel ein, doch entwickelt sie durch unsachgemäße Behandlung eine betäubende Wirkung, durch die Adam zu fliegen glaubt und schließlich von einem selbstgebauten Stapel im Gewächshaus stürzt. Evchen und Manni retten den bewusstlosen Adam aus dem Gewächshaus und bespritzen sein Gesicht mit Wasser. Die Knolle wiederum verschwindet beim Kontakt mit Wasser wie von Geisterhand.
Adam hat nun keine Grundlage mehr für eine Mondblume. Er sucht Professor Vitamin an der Universität Berlin auf, der in einem Botanischen Garten tatsächlich eine identische Knolle findet. An ihr simuliert Adam nun experimentell die Wetterverhältnisse auf dem Mond, damit sie den dortigen Bedingungen standhält. Unterstützung erhält er von Evchen und Manni sowie von Opa Sielaff, die eine Kälte- und Hitzemaschine bauen. Die Blume wird nun mit Wind, Kälte und Hitze konfrontiert und entwickelt fragile Stängel und Blüten. Bevor sie mit Luftleere in Berührung gebracht werden kann, geht jedoch die Maschine kaputt. Nun hilft Kondensmaxe, der mit der Blume in seinem Hubschrauber von der Erde abhebt und so in dünnere Luftschichten vordringt. Die Blume ist nun fertig. Adam bringt sie zu dem See, an dem er zum ersten Mal mit dem Mond gesprochen hat. Der Mond freut sich, dass er nun so schön ist, und kann zum ersten Mal lachen.

## Kritik
Die zeitgenössische Kritik lobte den Film, da er gelungen die reale und die phantastische Welt verschmelze. Blumen für den Mann im Mond sei ein „unterhaltsame[r] Streifen…“. Kritisiert wurde die künstliche, glasgeblasene Mondblume, die dem Wunsch des Mondes nach einer realen Blume nicht entspreche. „Zu allem Überfluß ist Adams Mondblume so schaurig kitschig, daß sich Kinder, denen ein Minimum an Geschmack anerzogen wurde, eigentlich einen kräftigen Mondsturm wünschen müßten“, so Renate Holland-Moritz.
Kritiker schrieben nach der Wende: „Hartgesottenere Kinder mögen mit ihren naturwissenschaftlichen Erkenntnissen über die Himmelskörper glänzen, die leise Übereinkunft der Träumer nicht akzeptieren und das ganze als Spinnerei bezeichnen, die jenigenaber, die in der Phantasie mehr als bloße Einbildung sehen, werden mit Spannung der Mischung aus Märchen und Alltag folgen.“
Der film-dienst befand: „In der ersten Hälfte etwas langatmig, um den Höhepunkt herum jedoch spannend und spaßig. Einer der besseren Gegenwarts-Märchenfilme der DEFA-Produktion.“

## Auszeichnung
Auf dem Nationalen Festival für Kinderfilme der DDR in Kino und Fernsehen in Gera, dem späteren Goldenen Spatz, erhielt Blumen für den Mann im Mond 1977 das Diplom der Kinderjury und das Diplom des Ministers für Kultur.